# 福山市立大学
福山市立大学（ふくやましりつだいがく、英語: Fukuyama City University）は、広島県福山市に本部を置く公立大学である。

## 概説
1963年（昭和38年）に開学し、1974年（昭和49年）に福山市に移管された福山市立女子短期大学を廃学し、新たに共学の四年制大学を2011年（平成23年）に開学した。港町キャンパスは福山内港埋立地に建設された。また、福山市内に所在する3つ目の四年制大学となった。
2023年4月1日、理事長兼学長に前・広島大学副学長の佐藤利行が就任。任期は4年間。2021年4月の公立大学法人化以降、外部からの就任は初。
2023年秋から、2027年度の工学系学部の新設「情報工学部情報工学科（仮称）」に向けて、基本構想の策定に取りかかる。
2024年4月7日、「情報工学部」構想をまとめる実質最後の委員会が非公開で行われた。委員会の後、佐藤利行理事長は、当初50人としていた情報工学部の１学年当たりの定員を、都市経営学部の定員150人を120人に減らすことで、80人に増やす方針を説明した。

## 設置学部および研究科

### 学部
- 教育学部（入学定員100人）
  - 児童教育学科（教育コース・保育コース）
- 都市経営学部（入学定員150人）
  - 都市経営学科

### 大学院
- 教育学研究科（入学定員8人）
  - 児童教育学専攻（修士課程）
- 都市経営学研究科（入学定員8人）
  - 都市経営学専攻（修士課程）

## 附属学校
福山市立大学附属こども園（福山市立女子短期大学附属幼稚園から名称変更）